# Натто
Натто (яп. 納豆 натто:, «хранящиеся бобы») — традиционная японская еда, произведённая из сброженных соевых бобов. Особенно популярен на завтрак. Обладает специфичным запахом и сладко-солёным вкусом с горчинкой, а также липкой, тягучей консистенцией.
Точное время и место появления натто неизвестны, однако аналогичные продукты употребляют в крупном регионе от Индонезии до Гималаев и Японии. Натто стал популярен в XVII веке в Эдо, и до сих пор натто пользуется бо́льшей популярностью в северных и восточных районах Японии: Канто, Тохоку и Хоккайдо. До XX века натто производили, заворачивая приготовленные соевые бобы в рисовую солому, однако после выделения ответственного за ферментацию агента — сенной палочки — производство было полностью автоматизировано и стало проходить в стерильных условиях.
Натто упаковывают в контейнеры из ПВХ и едят в сыром виде, обычно с рисом. Чаще всего его смешивают с зелёным луком, горчицей, сырым яйцом и/или соевым соусом, которые вкладывают в упаковку при производстве. Помимо употребления с рисом натто может добавляться в роллы, супы и другие блюда.
Помимо «обычного» натто, называемого также «итохики», существует солёный натто, который заквашивается грибком кодзи, сушёный натто, жареный натто и другие разновидности.
Натто имеет доказанное положительное влияние на пищеварительную и сердечно-сосудистую системы, в то же время он снижает свёртываемость крови и может быть опасен из-за несовместимости с варфарином.

## История

### Появление

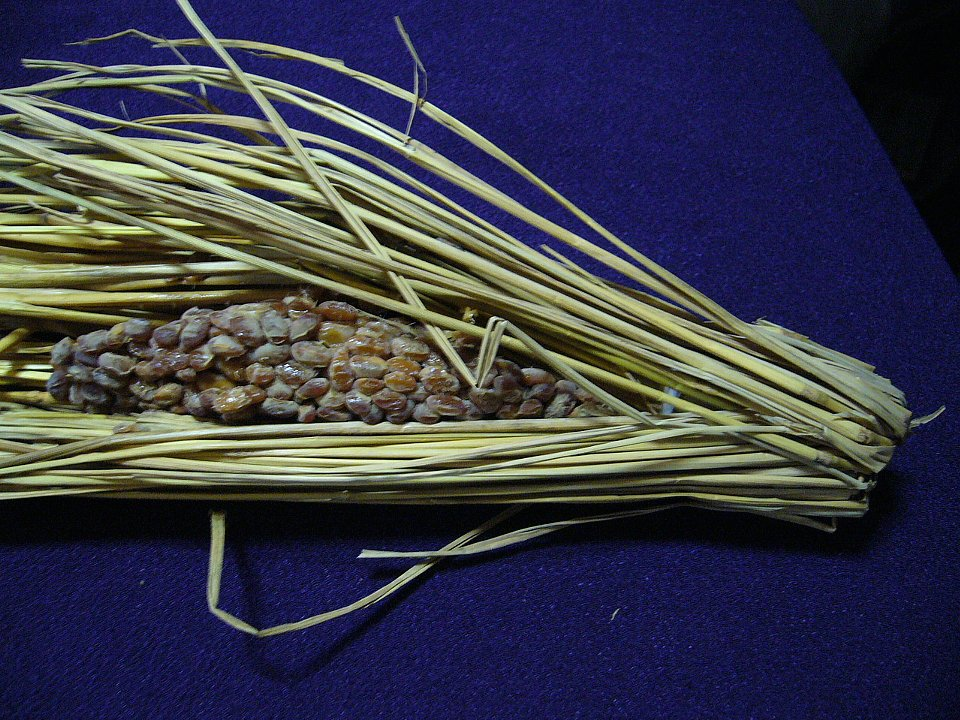
Натто, завёрнутое в рисовую солому

Треугольник натто-кинема-тхуа нао

Точное время появления натто неизвестно, однако его точно употребляли в XI веке. По одной из теорий, он появился в поздний Дзёмон (время начала культивации риса и, как следствие, появления рисовой соломы) или ранний Яёй (время распространения соевых бобов). Японский этнобиолог Сасукэ Накао предположил, что натто, гималайская кинема и индонезийское темпе образуют вершины «треугольника несолёных ферментированных блюд из сои», заключив, что эти культуры вышли из китайской Юньнани. В «треугольнике» Накао находятся также корейский чхонгукчан, пепок с севера Мьянмы, камбоджийский sieng, тайский тхуа нао. Индийский пищевой технолог Джоти Пракаш Таманг исключал темпе из этого перечисления, так как его заквашивают грибком Rhizopus oligosporus, а остальные продукты — микроорганизмами рода Бациллы. В то же время японский пищевой микробиолог Саюки Никкуни отмечала, что натто — лёгкий в приготовлении продукт, и, следовательно, его могли изобрести в нескольких местах независимо друг от друга.
Натто считался «низкой» едой, что объясняет почти полное отсутствие упоминаний о нём до XV века. Первое упоминание натто в литературе относится к XI веку, примерно к 1050-м годам. В Син-Саругакуки авторства Фудзивара-но Акихиры упомянуто натто, хотя это может быть и солёная, и несолёная разновидность. Другой источник — сказка Повесть о постной пище и рыбах (яп. 精進魚類物語 сё:дзин гёруи моногатари), в которой самурай Натто ложится поспать в рисовую солому, а просыпается с текущей изо рта слюной.
Современная популярность натто началась с подъёмом новой столицы Эдо в XVII веке. Сначала натто стали добавлять в мисосиру, а затем — есть с соевым соусом.

### Теории и легенды о происхождении
Существует несколько теорий происхождения натто. Один из источников связывает происхождение натто с Китаем времён династии Чжоу, а их появление в Японии — с буддистским священником Гандзином.
Также существует легенда, что в 1083 году отряд Минамото-но Ёсииэ был атакован во время варки соевых бобов для лошадей. В спешке бобы поместили в мешки из рисовой соломы, которые открыли только через несколько дней. К тому времени бобы уже забродили, и солдаты решили их попробовать. Им понравился вкус, и они предложили бобы Минамото-но Ёсииэ, которому они также понравились.
Ещё одна легенда приписывает создание натто принцу Сётоку: ночуя в деревне Варадо (префектура Сига), он накормил коня варёными соевыми бобами, а остатки завернул в рисовую солому и повесил на дерево. Наутро бобы забродили, принц попробовал их с солью и рассказал о рецепте жителям деревни.

### Технология

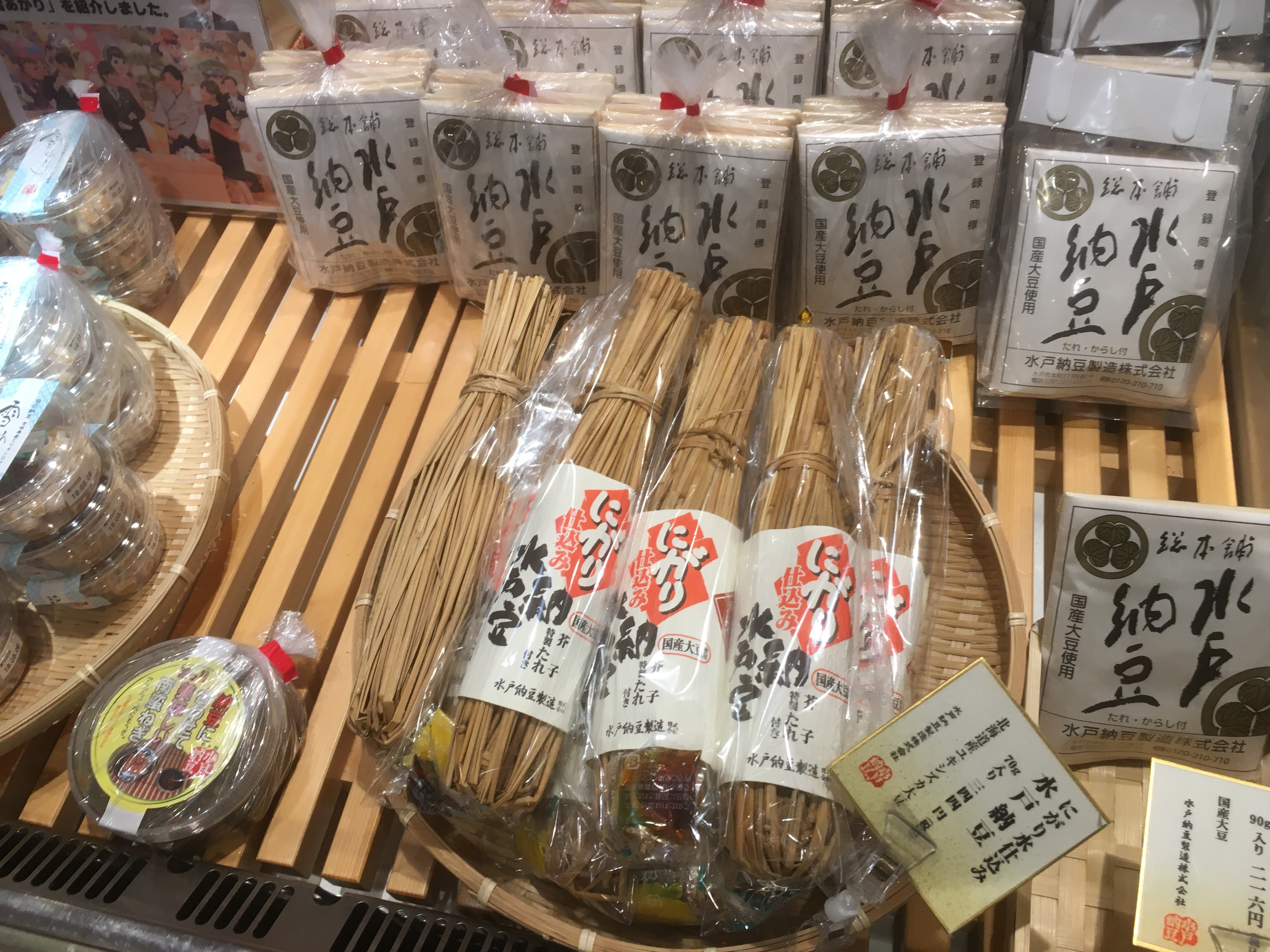
Современная имитация традиционного натто

Веками натто производили зимой, сварив соевые бобы нового урожая и завернув их в ошпаренную кипятком рисовую солому (сенная палочка жароустойчива). Этот метод нестерилен и часто приводил к отравлениям. Ферментация проходила 2—3 дня либо под землёй, либо у очага.
В 1906 году Савамура Макото выделил бактериальную культуру из натто, и назвал её Bacillus natto, но в 1974 году эту культуру объединили с Bacillus subtilis, то есть сенной палочкой. Вместе с тем, неформально название Bacillus natto продолжает употребляться для обозначения штамма, способного сбраживать соевые бобы. В XXI веке закваску для натто поставляют три компании: Miura, Naruse и Takahashi; некоторые производящие натто фирмы сами делают закваску для своего производства, зачастую получая продукт с улучшенными характеристиками по сравнению с коммерческой закваской. В технологическом отношении производство натто осталось почти без изменений, кроме выбора упаковки и процесса ввода закваски в бобы.

### День натто
В 1982 году в целях поднятия продаж Ассоциация производителей натто объявила 10 июля «днём натто». Выбор дня основывается на игре слов: июль — седьмой месяц, цифра «семь» по-японски звучит как нана (яп. 七); десятое число читается как тока (яп. 十日 то:ка). По первым слогам это звучит как нато:. Однако натто обычно производили зимой, так как сбор урожая сои заканчивается в конце ноября.

## Производство

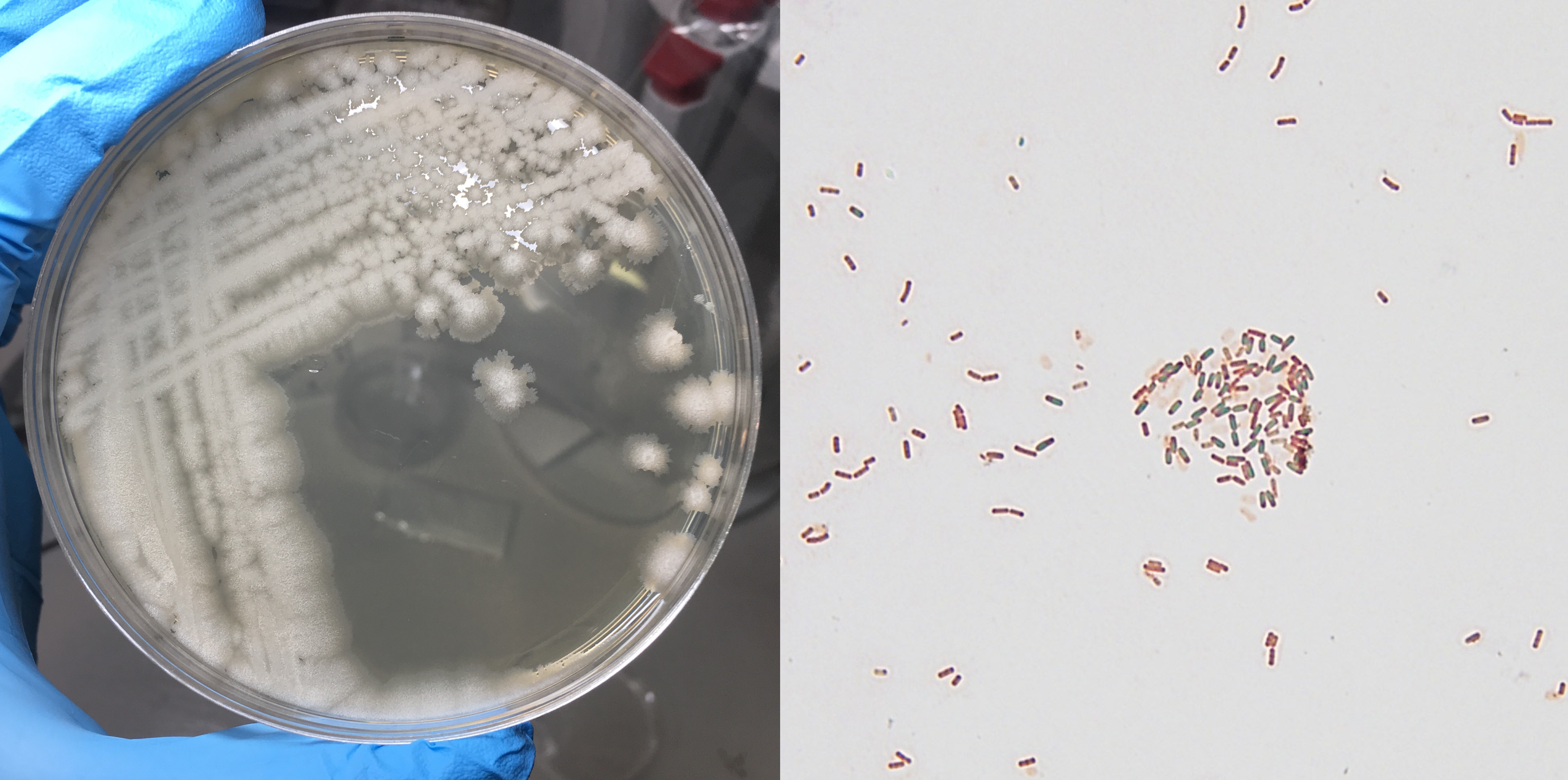
Колония сенной палочки для приготовления натто

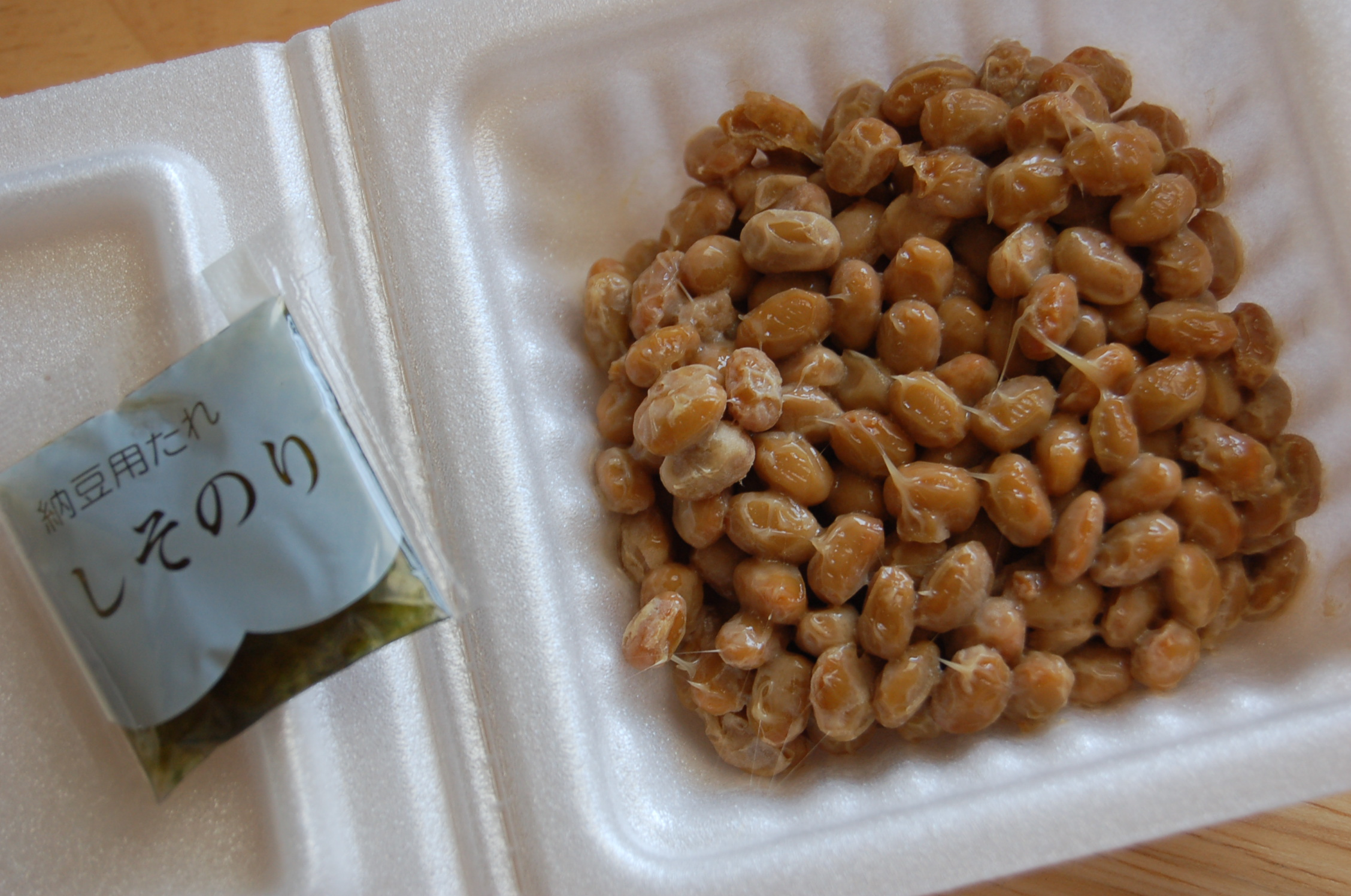
ПВХ-контейнер с натто

Натто производят из цельных соевых бобов без дефектов, в основном привезённых из США, Канады и Китая. Предпочтение отдаётся мелким бобам диаметра 4,9—7,3 мм, а также бобам с высоким содержанием сахара и низким — жира. Бобы моют и оставляют размокать в прохладной воде 18 часов, в это время они набирают примерно столько же воды, сколько весят сами. Затем разбухшие бобы пропаривают в автоклаве-центрифуге в течение 1—1,5 часов. Сразу после окончания варки на бобы распыляют взвесь спор сенной палочки, после чего от общей массы отделяют 30—50-граммовые порции бобов, помещают их в поливинилхлоридные контейнеры и накрывают виниловой салфеткой, на которую также помещают соусы. Смесь бродит 16—18 часов при температуре 48—50° и высокой влажности, после чего она дозревает в сухом помещении при температуре 3—10° в течение 8 часов.

## Описание
Первое, что можно заметить при вскрытии упаковки, это очень сильный аммиачный запах, похожий на запах некоторых сыров. Если зачерпнуть небольшое количество натто, за ним далеко потянется множество тонких нитей полиглутаминовой кислоты, высокотягучего полимера. Вкус у натто специфичный, с солёным привкусом, не соответствующий его запаху. Существуют сорта, у которых запах слабый или даже отсутствует.
За запах натто отвечает 10 веществ: этанол, диацетил, пиразин, 2-метилпиразин, ацетоин,
2,5-диметилпиразин, 2,3,5-триметилпиразин, изобутиратная кислота, 2-метилбутановая кислота и изовалериановая кислота. В старом натто может содержаться аммиак, но это считается дефектом.
Натто имеет короткий срок хранения. На постаревшем натто образуется корка из кристаллов тирозина и струвита, которая не представляет опасности для здоровья, но портит вкус продукта.

## Употребление в пищу
Ежегодно Япония потребляет около 263 000 тонн натто. До широкого распространения хлеба в Японии натто был компонентом типичного завтрака.
Перед употреблением натто следует помешать палочками, чтобы отделить бобы друг от друга. После этого его смешивают с соевым соусом, горчицей, зелёным луком, сырым яйцом по вкусу и кладут на рис. На Хоккайдо и в северной части Тохоку натто иногда посыпают сахаром.
Натто также добавляют в другие блюда, такие как суси, тосты, суп мисо, салаты. Также может добавляться в тяхан, окономияки, спагетти. Натто едят без дополнительной температурной обработки. Сушёное натто, с менее сильным запахом и тягучестью, может служить закуской. Существует также мороженое с натто.
Натто известен специфическим вкусом и запахом. Большинство иностранцев называют натто «невкусным», хотя некоторые считают его деликатесом. Некоторые производители выпускают натто без запаха, либо со слабым запахом. Натто схож с австралийским веджимайтом, французскими голубыми сырами, лютефиском из Норвегии и Швеции, финским мямми или английским и новозеландским мармайтом.
В Японии натто чаще употребляют на северо-востоке, чем на юго-западе: одно из исследований показало, что процент семей, где натто едят раз в неделю и чаще, при движении на юго-запад падает с 90 до 70. Не все японцы любят натто.

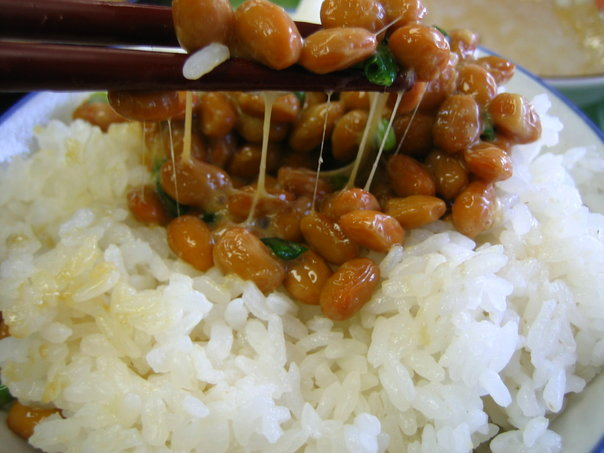
Натто обычно едят с рисом
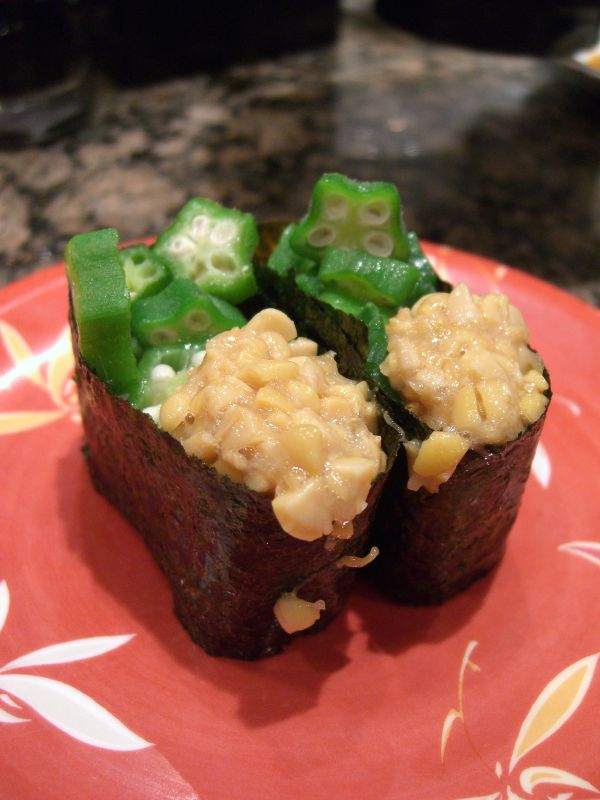
Роллы с натто
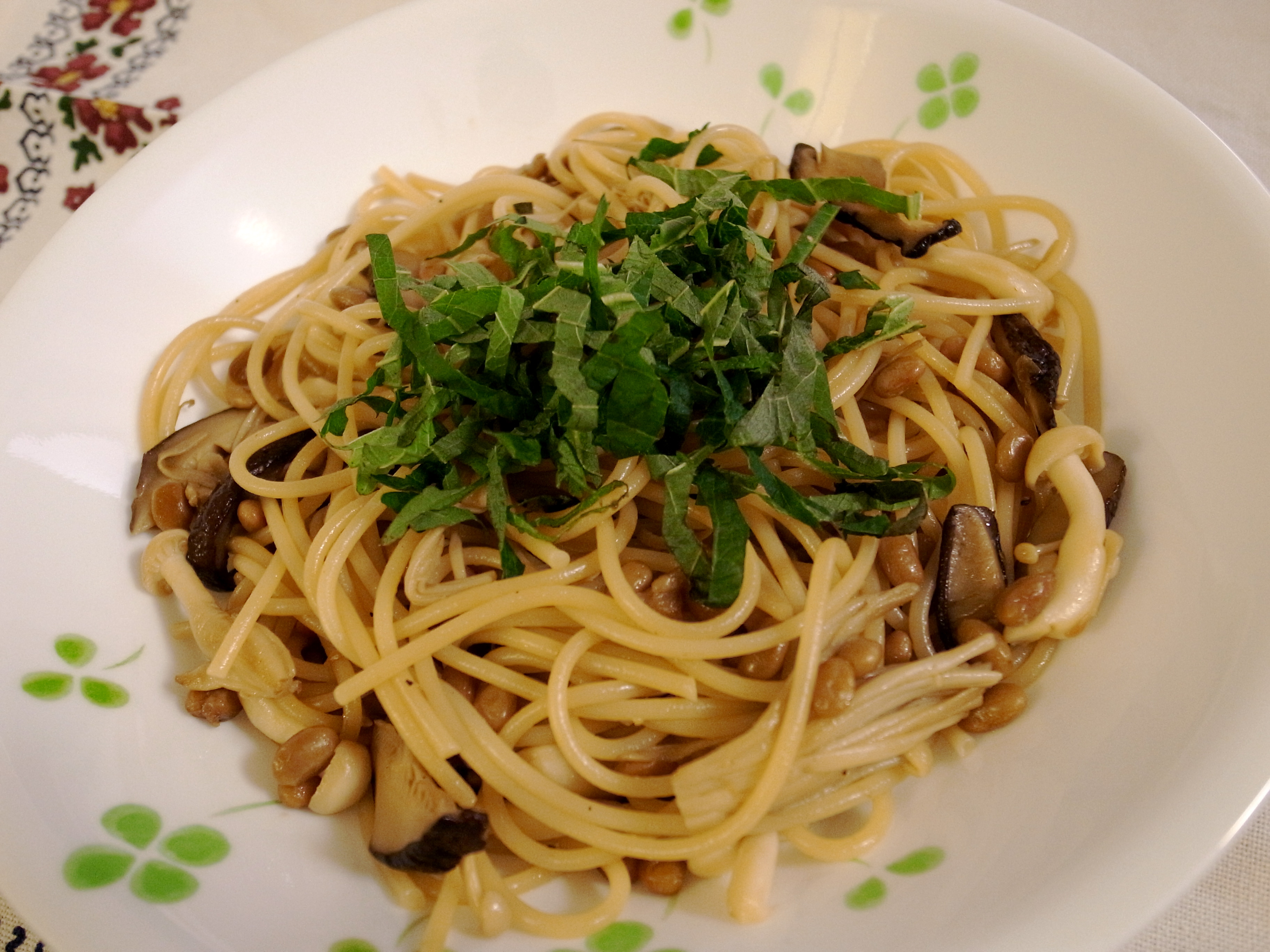
Спагетти с натто

## Виды натто
В дополнение к нижеперечисленным видам натто может различаться по размеру бобов, использующихся для его приготовления. Например, в районе Тохоку, как правило, используют бобы большего размера. Кроме того, во многих местах есть собственные виды натто, такие как солёный натто (яп. 塩納豆 сионатто:) города Саката префектуры Ямагата и др.

### Итохики натто и сиокара натто
Натто делится на два типа: тягучий натто (яп. 糸引き 納豆 итохики натто:) и солёный натто.
Обычно под «натто» без уточнений имеется в виду сброженный сенной палочкой итохики натто, липкий и тягучий. Именно его предположительно впервые изготовили древние воины из корма для коней. Однако ещё до этого в Японии появился сброженный дрожжевой палочкой, а после высушенный и выдержанный солёный натто.

#### Солёный натто
Солёный натто имеет несколько эквивалентных названий:
- сиокара натто (яп. 塩辛納豆), от приправы сиокара;
- храмовый натто (яп. 寺納豆), по названию храма, где его приготовили:
  - иккюдзи натто (яп. 一休寺納豆 иккю:дзи натто:), по названию храма Иккюдзи[яп.];
  - дайтокудзи натто (яп. 大徳寺納豆), по названию храма Дайтоку-дзи;
  - тэнрюдзи натто (яп. 天龍寺 納豆), по названию храма Тэнрюдзи[англ.];
  - хама натто (яп. 浜納豆) или хамана натто (яп. 浜名納豆), по названию озера Хамана близ Хамамацу.

Для приготовления солёного натто соевые бобы заражают грибком кодзи, используемым для приготовления соевого соуса, а затем вымачивают в солёной воде несколько месяцев, после чего высушивают. Предок натто, найденный археологами в Китае в руинах, относящихся примерно ко второму веку до н. э., был, вероятно, ввезён в Японию в эпоху Нара буддийскими священниками. Он распространился под китайским названием си 豉, однако имелось у него и японское наименование: куки  (яп. 久喜). Си не был самостоятельным блюдом, скорее, приправой, и существовало две его разновидности: танси (яп. 淡豉), исчезнувший после эпохи Хэйан и сиоси (яп. 塩豉), впоследствии превратившися в сиокара натто. Сиокара натто идентичен китайскому доучи.
Название «сиокара натто» упоминается уже в документах периода Хэйан, но после того, как в Эдо распространился итохики натто, солёную разновидность стали называть «куки», в то время как итохики натто стал называться просто «натто».

### Итохики натто
Несолёный натто делится на три основные группы в зависимости от того, из каких бобов он сделан: цельных, раздавленных, либо обработанных.

#### Цубу натто
Натто из цельных бобов (яп. 粒納豆 цубу натто:) — это наиболее часто употребляемый тип натто. Изготовляется путём простого сбраживания цельных соевых бобов.

#### Хикивари натто
Натто из молотых бобов (яп. 挽き割り 納豆) изготавливается из очищенных и раздавленных соевых бобов. В отличие от обычного натто, сбраживание происходит быстрее. Возможно, происходит из префектуры Акита, где по старинной технологии производится и продаётся в основном компанией Ямада-фудз. Та же фирма продаёт мелко давленный натто под названием кизами натто.

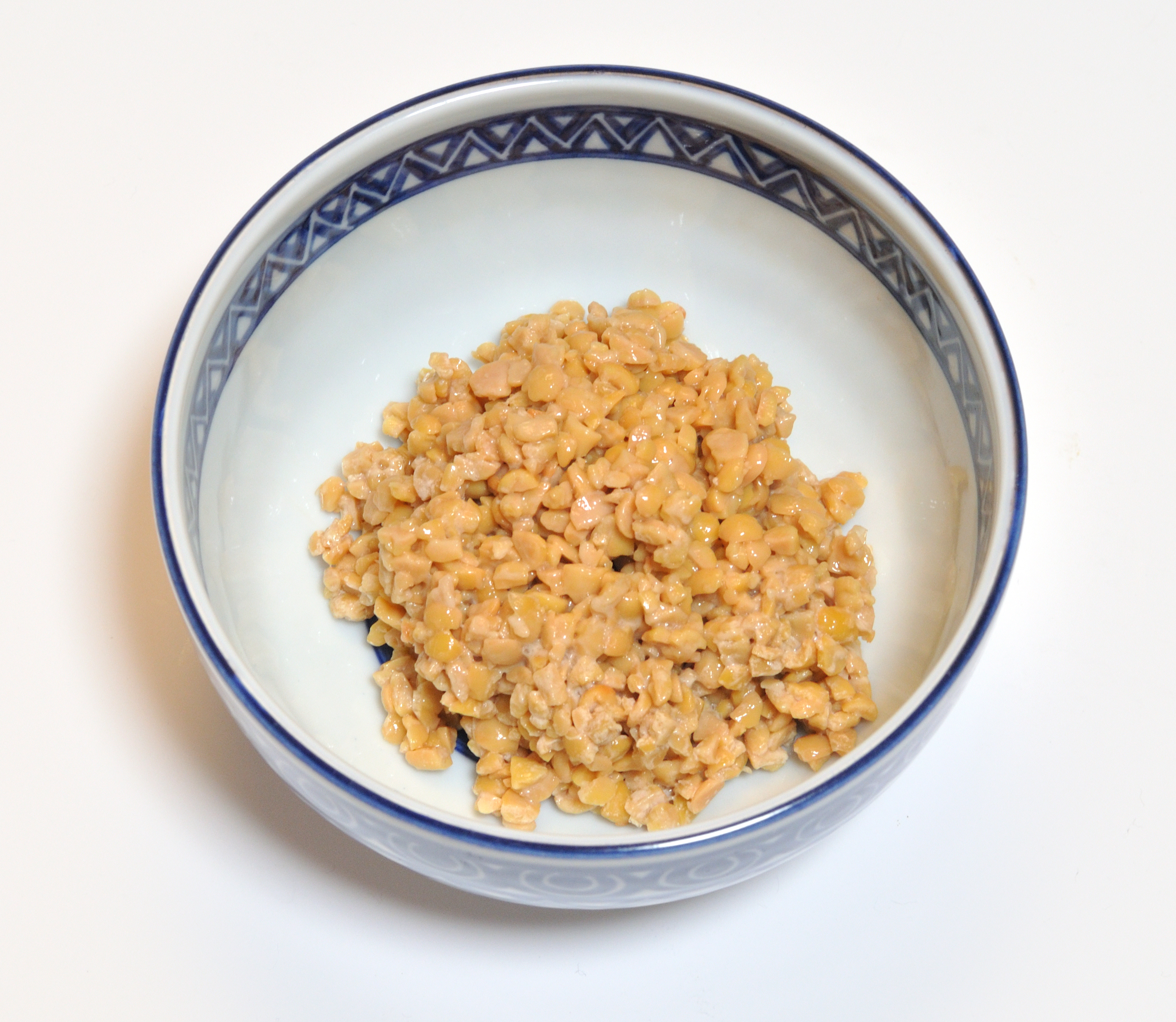
Хикивари-натто

В северных префектурах, таких как Аомори, Акита, Иватэ, этот вид натто известен с эпохи Хэйан.

#### Гото натто
Девяностолитровый натто (яп. 五斗 納豆) получил своё названия от способа изготовления. Чтобы приготовить гото натто (буквально: натто из 5 то), берут 1 иси (180 литров) цельных бобов, мелют их, как для хикивари натто, а затем смешивают с 5 то (90 литрами) закваски и 5 то соли. Полученную смесь оставляют дозревать в бочках. Закваской выступает плесневый грибок кодзи.
Этот вид натто распространился из района Ёнэдзава в префектуре Ямагата.

### Собору натто
Является особенностью префектуры Ибараки. Также носит название обору натто и сёбору натто. Натто, смешанный с тонко порезанным дайконом и соусом тарэ. Употребляется как закуска к сакэ или добавка к рису.

### Хоси натто (сушёный натто)

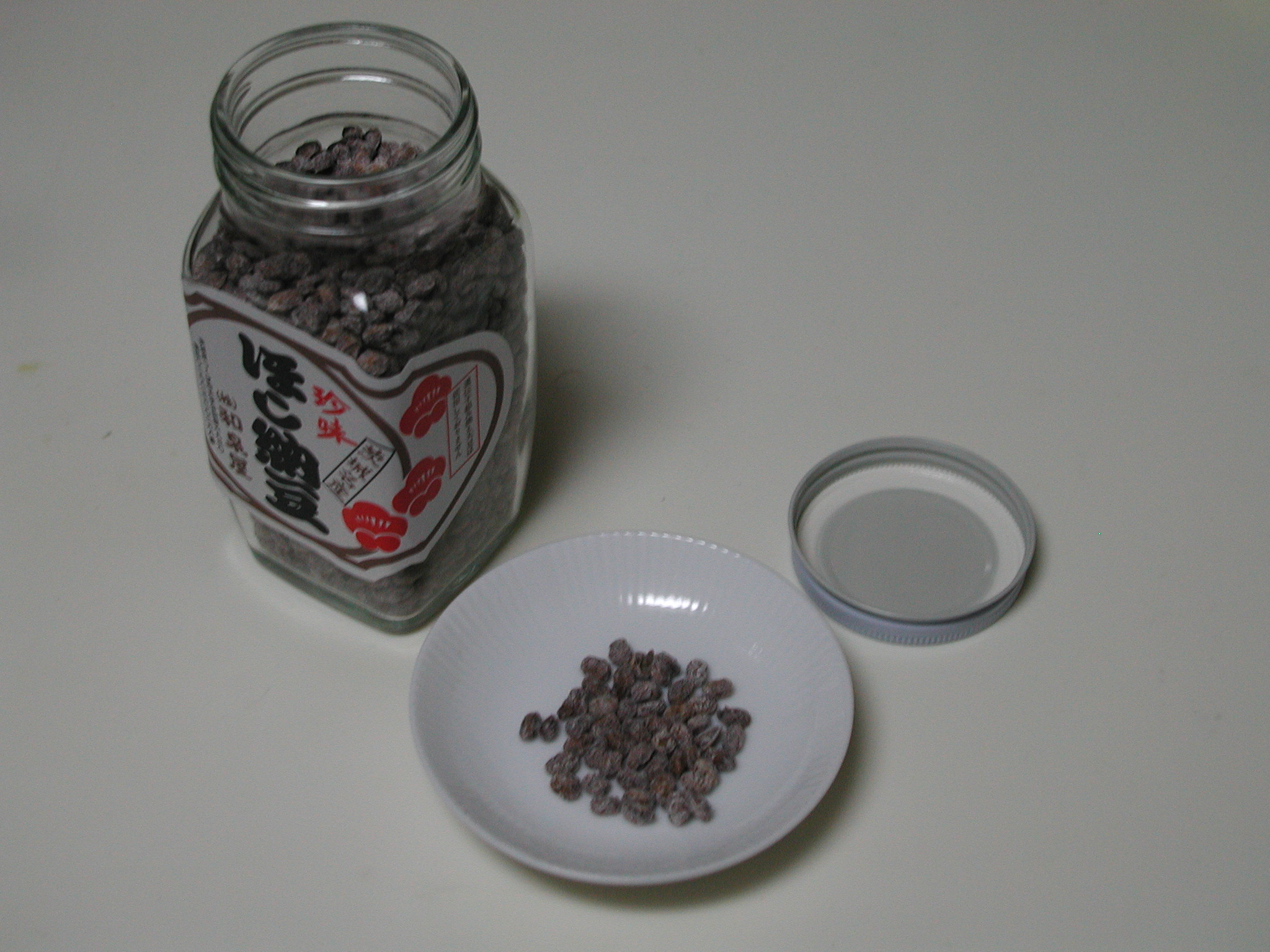
Хоси натто

Является особенностью префектуры Ибараки. Натто, высушенный под солнцем или при длительном хранении. Хотя натто и обезвоживается, бактерии натто не погибают. Употребляется как сам по себе, так и вымоченным в горячей воде, с отядзукэ.

### Агэ натто
Похож на хоси натто, но изготавливают его, обжаривая в масле, после чего натто перестаёт тянуться. Запах также становится слабее. Применяется специальная технология, чтобы даже после обжарки бактерии не погибали. Очень часто употребляется как закуска к сакэ. Приправляют соевым соусом, солью, японской сливой умэ или молотым красным перцем. В авиакомпании «Японские авиалинии» предоставляется вместе с едой и напитками на международных рейсах.

### Ама натто (сладкий натто)
Ама натто не имеет к натто прямого отношения: это консервированные с сахаром соевые бобы.

## Конечный продукт

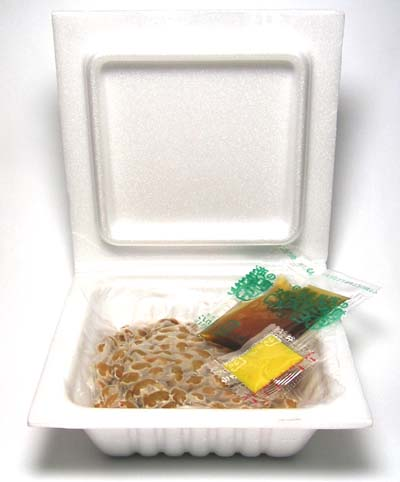
Упаковка натто с приправами

Современный натто массового производства обычно продаётся связкой по 2—3 упаковки из полистирола, по 30—50 граммов. Одна упаковка идёт на одну чашку риса. Также в комплекте могут продаваться пакетики с соусом цую и горчицей караси.
За пределами Японии натто могут продавать в замороженном виде, перед употреблением его требуется разморозить.
Город Мито (префектура Ибараки) и префектура Кумамото известны производством натто.
Натто можно употреблять при аллергии на сырую сою.

## Влияние на здоровье
Натто переваривается и всасывается аналогично неферментированным соевым бобам. Этот продукт полезен для здоровья.
Среди положительных эффектов натто — воздействие на микрофлору кишечника, иммунитет, антиаллергическое действие.
Натто содержит множество веществ, предположительно предотвращающих рак, такие как изофлавоны диадзеин и генистеин, фитоэстрогены и химический элемент селен. Однако все эти вещества содержатся и в других соевых продуктах и их эффективность против рака до сих пор не известна.
Недавние исследования показывают, что натто может понижать уровень холестерола.
Также утверждают, что натто имеет антибиотический эффект и его использование как лекарства против дизентерии было исследовано Императорским флотом Японии до Второй мировой войны.
Заявляют, что натто помогает против ожирения из-за низкой калорийности (примерно 90 калорий на 7-8 граммов белка в обычной порции). Натто также иногда используется в корме для животных и утверждается, что это улучшает их здоровье.
Одно из содержащихся в натто органических соединений, пиразин, не только придаёт натто его специфический запах, но ещё и уменьшает свёртываемость крови. Другой содержащийся энзим, протеаза из группы сериновых, называемая наттокиназа, также уменьшает свёртываемость крови, как путём фибринолиза (разрушения тромбов), так и путём ингибирования белка, предотвращающего выработку плазмы крови. Это может помочь избежать тромбозов, таких как инфаркт миокарда, эмболия лёгких или инсульт.
Употребление натто в пищу снижает риск сердечно-сосудистых заболеваний. Биологически активные пептиды, образующиеся при ферментации сои бактериями рода Бациллы и грибами рода Rhizopus, имеют антиоксидантное и антигипертоническое действие (как ингибиторы АПФ). Изофлавоны натто также являются антиоксидантами.
Во время брожения концентрация свободных изофлавонов в сое падает, а сукцинилированных гликозидов изофлавонов — растёт. Несмотря на деградацию полиаминов во время ферментации, при употреблении натто в пищу их концентрация в крови увеличивается.

### Наттокиназа
Пероральное применение наттокиназы приводит к значительному улучшению фибринолитической активности в плазме у взрослых; ранее аналогичный эксперимент был проведён на крысах. Синтазы жирных кислот, содержащиеся в натто, активизируют фибринолиз тромбов, увеличивая активность не только наттокиназы, но и урокиназы.
Также исследование тайваньских учёных 2009 года показали, что наттокиназа разрушает амилоидные волокна, что делает возможным использование её для предотвращения и лечения амилоидозов, таких, как болезнь Альцгеймера.

### Питательная ценность и витамины
Натто на 42,5 % состоит из белков, на 21,1 % из жиров и на 30,8 % из углеводов.
Во время ферментации в соевых бобах сильно увеличивается содержание витамина K, что обусловлено активностью сенной палочки, производящей менахинон в процессе жизнедеятельности. Витамин К участвует в усвоении кальция в организме, помогая формированию костей и предотвращая остеопороз. Это особенно желательно для детей, питающихся только грудным молоком, но вредно при принятии варфарина, который является антагонистом витамина K. Решением этой проблемы может быть либо замена варфарина на ривароксабан или дабигатран, либо использование закваски, которая выделяет меньше витамина K.
Исследования показывают, что сброженные соевые бобы, такие как натто, содержат пирролохинолинохинон (ПХХ, витамин B14), который очень важен для кожи. ПХХ, содержащийся в тканях человеческого тела, попадает в организм в основном с пищей.

### Фальсификация
7 января 2007 года образовательная передача "Хаккуцу! Аруару дайдзитэн 2" (яп. 発掘!あるある大事典2), транслировавшаяся по Кансайскому телевидению и Фудзи ТВ, рассказала о том, что натто способствует похудению, и показала интервью с американским исследователем, якобы научно это доказавшим. Передача вызвала настоящий бум натто, во время которого даже те, кто никогда не ел натто, начали закупать его в больших количествах. Впоследствии, впрочем, создатели передачи признали, что интервью было фальшивкой и никаких исследований, подтверждающих влияние натто на диеты, не существует.